# Miodrag Rajković
Miodrag Rajković (ur. 8 marca 1971 w Belgradzie) – serbski trener koszykarski.

## Życiorys
Ukończył studia na Wydziale Sportu i Wychowania Fizycznego Uniwersytetu Belgradzkiego oraz Belgradzką Akademię Koszykówki. Pierwsze kroki swojej kariery trenerskiej stawiał w dwóch belgradzkich zespołach BC Tadic oraz BC Radnicki. Pełnił funkcję asystenta trenera lub drugiego trenera aż do roku 2004, kiedy został pierwszym trenerem BC Radnicki. W sezonie 2011/2012 objął funkcję trenera Śląska Wrocław. Rok później przeniósł się do Turowa Zgorzelec. 18 czerwca 2015 rozstał się z Turowem Zgorzelec. W marcu 2024 roku zastąpił w funkcji pierwszego szkoleniowca Śląska Wrocław Jacka Winnickiego. 1 grudnia 2024 rozstał się ze Śląskiem Wrocław za porozumieniem stron.

## Przebieg kariery
- 1994-1995: BC Tadic
- 1995-2000: BC Radnicki
- 2001-2001: KK Crvena zvezda Belgrad
- 2002-2003: BC Vojvodina
- 2004-2005: BC Radnicki
- 2006-2008: BC Hemofarm
- 2011-2012: Śląsk Wrocław
- 2012-2015: PGE Turów Zgorzelec
- 2017-2018: Toyama Grouses
- 2018-2019: Nishinomiya Storks
- 2020-2023: Passlab Yamagata Wyverns
- 2024: WKS Śląsk Wrocław

## Osiągnięcia
Drużynowe
- Mistrzostwo Polski z PGE Turów Zgorzelec (2014)
- Wicemistrzostwo Polski z PGE Turów Zgorzelec (2013, 2015)
- Mistrzostwo świata U19 (2007)
- Wicemistrzostwo Serbii U14 (1996, 1997)
- Brązowy medalista Polska Liga Koszykówki (2024)[2]
- Zdobywca Pucharu Polski (2024)[3]

Indywiadualne
- Trener Roku PLK (2013 – oficjalnie, 2014 – według dziennikarzy[4])

## Życie prywatne
Żonaty z Milicą. Jest oficerem w spoczynku armii serbskiej. Fan Henryka Sienkiewicza.